# Volta a Eslovènia 2022
La Volta a Eslovènia 2022, 28a edició de la Volta a Eslovènia, es disputà entre el 15 i el 19 de juny de 2022 en cinc etapes i un total de 791,6 km. La cursa formava part del calendari de l'UCI ProSeries 2022, amb una categoria 2.Pro.
El vencedor final fou l'eslovè Tadej Pogačar (UAE Team Emirates), que s'imposà al seu company d'equip Rafał Majka per tan sols 12 segons. Completà el podi Domen Novak (Bahrain Victorious).

## Equips
L'organització convidà a prendre part en la cursa a vint-i-un equips:
| WorldTeams (4)- Astana Qazaqstan Team - Bahrain Victorious - BikeExchange-Jayco - UAE Team Emirates ProTeams (7)- Alpecin-Fenix - Bardiani-CSF-Faizanè - Caja Rural-Seguros RGA - Drone Hopper-Androni Giocattoli - Eolo-Kometa - Euskaltel-Euskadi - Equipo Kern Pharma Equips continentals (9)- Adria Mobil - China Glory Continental Cycling Team - Dukla Banská Bystrica - Felbermayr Simplon Wels - Global 6 Cycling - HRE Mazowsze Serce Polski - Ljubljana Gusto Santic - MG.K Vis Colors For Peace VPM - Cycling Team Kranj Equip nacional- Eslovènia |
| |

## Etapes
| Etapa    | Data       | Ciutats d'etapa        | type                    | Distància (km) | Desnivell (m) | Vencedor de l'etapa | Líder de la general |
| -------- | ---------- | ---------------------- | ----------------------- | -------------- | ------------- | ------------------- | ------------------- |
| 1a etapa | 15 de juny | Nova Gorica – Postojna | etapa de mitja muntanya | 164,7          | 3.060 m       | Rafał Majka         | Rafał Majka         |
| 2a etapa | 16 de juny | Ptuj – Rogaška Slatina | etapa plana             | 174,2          | 1.998 m       | Dylan Groenewegen   | Rafał Majka         |
| 3a etapa | 17 de juny | Žalec – Celje          | etapa accidentada       | 144,6          | 2.104 m       | Tadej Pogačar       | Tadej Pogačar       |
| 4a etapa | 18 de juny | Laško – Velika Planina | etapa de muntanya       | 152,4          | 2.861 m       | Rafał Majka         | Tadej Pogačar       |
| 5a etapa | 19 de juny | Vrhnika – Novo Mesto   | etapa plana             | 155,7          | 1.437 m       | Tadej Pogačar       | Tadej Pogačar       |

### 1a etapa
| \| Classificació de l'etapa \| Classificació de l'etapa \| Classificació de l'etapa \| Classificació de l'etapa \| Classificació de l'etapa \| \| Corredor \| Corredor \| Equip \| Temps \| \| \| ------------------------ \| ------------------------ \| ------------------------ \| ------------------------ \| ------------------------ \| \| 1r \| Rafał Majka \| UAE Team Emirates \| 4h 02' 10" \| \| \| 2n \| Domen Novak \| Bahrain Victorious \| + 2" \| \| \| 3r \| Tadej Pogačar \| UAE Team Emirates \| + 2" \| \| \| 4t \| Vincenzo Albanese \| Eolo-Kometa \| + 48" \| \| \| 5è \| Luka Mezgec \| BikeExchange-Jayco \| + 48" \| \| \| 6è \| Nicola Conci \| Alpecin-Fenix \| + 48" \| \| \| 7è \| Matej Mohorič \| Bahrain Victorious \| + 48" \| \| \| 8è \| Fernando Barceló Aragón \| Caja Rural-Seguros RGA \| + 48" \| \| \| 9è \| Davide Gabburo \| Bardiani CSF Faizanè \| + 48" \| \| \| 10è \| Fabio Felline \| Astana Qazaqstan Team \| + 48" \| \| |                         |                        |            |
| |                         |                        |            |
| Font: ProCyclingStats |                         |                        |            |
| Classificació de l'etapa |                         |                        |            |
| Corredor | Corredor                | Equip                  | Temps      |
| 1r | Rafał Majka             | UAE Team Emirates      | 4h 02' 10" |
| 2n | Domen Novak             | Bahrain Victorious     | + 2"       |
| 3r | Tadej Pogačar           | UAE Team Emirates      | + 2"       |
| 4t | Vincenzo Albanese       | Eolo-Kometa            | + 48"      |
| 5è | Luka Mezgec             | BikeExchange-Jayco     | + 48"      |
| 6è | Nicola Conci            | Alpecin-Fenix          | + 48"      |
| 7è | Matej Mohorič           | Bahrain Victorious     | + 48"      |
| 8è | Fernando Barceló Aragón | Caja Rural-Seguros RGA | + 48"      |
| 9è | Davide Gabburo          | Bardiani CSF Faizanè   | + 48"      |
| 10è | Fabio Felline           | Astana Qazaqstan Team  | + 48"      |

| \| Classificació general \| Classificació general \| Classificació general \| Classificació general \| Classificació general \| \| Corredor \| Corredor \| Equip \| Temps \| \| \| --------------------- \| ----------------------- \| ---------------------- \| --------------------- \| --------------------- \| \| 1r \| Rafał Majka \| UAE Team Emirates \| 4h 02' 00" \| \| \| 2n \| Domen Novak \| Bahrain Victorious \| + 6" \| \| \| 3r \| Tadej Pogačar \| UAE Team Emirates \| + 8" \| \| \| 4t \| Vincenzo Albanese \| Eolo-Kometa \| + 58" \| \| \| 5è \| Luka Mezgec \| BikeExchange-Jayco \| + 58" \| \| \| 6è \| Nicola Conci \| Alpecin-Fenix \| + 58" \| \| \| 7è \| Matej Mohorič \| Bahrain Victorious \| + 58" \| \| \| 8è \| Fernando Barceló Aragón \| Caja Rural-Seguros RGA \| + 58" \| \| \| 9è \| Davide Gabburo \| Bardiani CSF Faizanè \| + 58" \| \| \| 10è \| Fabio Felline \| Astana Qazaqstan Team \| + 58" \| \| |                         |                        |            |
| |                         |                        |            |
| Font: ProCyclingStats |                         |                        |            |
| Classificació general |                         |                        |            |
| Corredor | Corredor                | Equip                  | Temps      |
| 1r | Rafał Majka             | UAE Team Emirates      | 4h 02' 00" |
| 2n | Domen Novak             | Bahrain Victorious     | + 6"       |
| 3r | Tadej Pogačar           | UAE Team Emirates      | + 8"       |
| 4t | Vincenzo Albanese       | Eolo-Kometa            | + 58"      |
| 5è | Luka Mezgec             | BikeExchange-Jayco     | + 58"      |
| 6è | Nicola Conci            | Alpecin-Fenix          | + 58"      |
| 7è | Matej Mohorič           | Bahrain Victorious     | + 58"      |
| 8è | Fernando Barceló Aragón | Caja Rural-Seguros RGA | + 58"      |
| 9è | Davide Gabburo          | Bardiani CSF Faizanè   | + 58"      |
| 10è | Fabio Felline           | Astana Qazaqstan Team  | + 58"      |

### 2a etapa
| \| Classificació de l'etapa \| Classificació de l'etapa \| Classificació de l'etapa \| Classificació de l'etapa \| Classificació de l'etapa \| \| Corredor \| Corredor \| Equip \| Temps \| \| \| ------------------------ \| ------------------------ \| ------------------------------- \| ------------------------ \| ------------------------ \| \| 1r \| Dylan Groenewegen \| BikeExchange-Jayco \| 4h 12' 51" \| \| \| 2n \| Lionel Taminiaux \| Alpecin-Fenix \| + 0" \| \| \| 3r \| Pascal Ackermann \| UAE Team Emirates \| + 0" \| \| \| 4t \| Filippo Fiorelli \| Bardiani CSF Faizanè \| + 0" \| \| \| 5è \| Luca Colnaghi \| Bardiani CSF Faizanè \| + 0" \| \| \| 6è \| Fabio Felline \| Astana Qazaqstan Team \| + 0" \| \| \| 7è \| Vincenzo Albanese \| Eolo-Kometa \| + 0" \| \| \| 8è \| Michele Gazzoli \| Astana Qazaqstan Team \| + 0" \| \| \| 9è \| Matevž Govekar \| Bahrain Victorious \| + 0" \| \| \| 10è \| Mattia Bais \| Drone Hopper-Androni Giocattoli \| + 0" \| \| |                   |                                 |            |
| |                   |                                 |            |
| Font: ProCyclingStats |                   |                                 |            |
| Classificació de l'etapa |                   |                                 |            |
| Corredor | Corredor          | Equip                           | Temps      |
| 1r | Dylan Groenewegen | BikeExchange-Jayco              | 4h 12' 51" |
| 2n | Lionel Taminiaux  | Alpecin-Fenix                   | + 0"       |
| 3r | Pascal Ackermann  | UAE Team Emirates               | + 0"       |
| 4t | Filippo Fiorelli  | Bardiani CSF Faizanè            | + 0"       |
| 5è | Luca Colnaghi     | Bardiani CSF Faizanè            | + 0"       |
| 6è | Fabio Felline     | Astana Qazaqstan Team           | + 0"       |
| 7è | Vincenzo Albanese | Eolo-Kometa                     | + 0"       |
| 8è | Michele Gazzoli   | Astana Qazaqstan Team           | + 0"       |
| 9è | Matevž Govekar    | Bahrain Victorious              | + 0"       |
| 10è | Mattia Bais       | Drone Hopper-Androni Giocattoli | + 0"       |

| \| Classificació general \| Classificació general \| Classificació general \| Classificació general \| Classificació general \| \| Corredor \| Corredor \| Equip \| Temps \| \| \| --------------------- \| --------------------- \| ----------------------------- \| --------------------- \| --------------------- \| \| 1r \| Rafał Majka \| UAE Team Emirates \| 8h 14' 51" \| \| \| 2n \| Domen Novak \| Bahrain Victorious \| + 6" \| \| \| 3r \| Tadej Pogačar \| UAE Team Emirates \| + 8" \| \| \| 4t \| Vojtěch Řepa \| Equipo Kern Pharma \| + 55" \| \| \| 5è \| Luka Mezgec \| BikeExchange-Jayco \| + 58" \| \| \| 6è \| Nicola Conci \| Alpecin-Fenix \| + 58" \| \| \| 7è \| Matej Mohorič \| Bahrain Victorious \| + 58" \| \| \| 8è \| Lucas Hamilton \| BikeExchange-Jayco \| + 58" \| \| \| 9è \| Davide Gabburo \| Bardiani CSF Faizanè \| + 58" \| \| \| 10è \| Paul Double \| MG.K Vis Colors For Peace VPM \| + 58" \| \| |                |                               |            |
| |                |                               |            |
| Font: ProCyclingStats |                |                               |            |
| Classificació general |                |                               |            |
| Corredor | Corredor       | Equip                         | Temps      |
| 1r | Rafał Majka    | UAE Team Emirates             | 8h 14' 51" |
| 2n | Domen Novak    | Bahrain Victorious            | + 6"       |
| 3r | Tadej Pogačar  | UAE Team Emirates             | + 8"       |
| 4t | Vojtěch Řepa   | Equipo Kern Pharma            | + 55"      |
| 5è | Luka Mezgec    | BikeExchange-Jayco            | + 58"      |
| 6è | Nicola Conci   | Alpecin-Fenix                 | + 58"      |
| 7è | Matej Mohorič  | Bahrain Victorious            | + 58"      |
| 8è | Lucas Hamilton | BikeExchange-Jayco            | + 58"      |
| 9è | Davide Gabburo | Bardiani CSF Faizanè          | + 58"      |
| 10è | Paul Double    | MG.K Vis Colors For Peace VPM | + 58"      |

### 3a etapa
| \| Classificació de l'etapa \| Classificació de l'etapa \| Classificació de l'etapa \| Classificació de l'etapa \| Classificació de l'etapa \| \| Corredor \| Corredor \| Equip \| Temps \| \| \| ------------------------ \| ------------------------ \| ------------------------------- \| ------------------------ \| ------------------------ \| \| 1r \| Tadej Pogačar \| UAE Team Emirates \| 3h 27' 09" \| \| \| 2n \| Rafał Majka \| UAE Team Emirates \| + 11" \| \| \| 3r \| Nicola Conci \| Alpecin-Fenix Development Team \| + 14" \| \| \| 4t \| Luka Mezgec \| BikeExchange-Jayco \| + 36" \| \| \| 5è \| Vincenzo Albanese \| Eolo-Kometa \| + 36" \| \| \| 6è \| Matej Mohorič \| Bahrain Victorious \| + 36" \| \| \| 7è \| Davide Gabburo \| Bardiani CSF Faizanè \| + 37" \| \| \| 8è \| Fernando Barceló Aragón \| Caja Rural-Seguros RGA \| + 37" \| \| \| 9è \| Luca Chirico \| Drone Hopper-Androni Giocattoli \| + 41" \| \| \| 10è \| Joel Nicolau Beltran \| Caja Rural-Seguros RGA \| + 43" \| \| |                         |                                 |            |
| |                         |                                 |            |
| Font: ProCyclingStats |                         |                                 |            |
| Classificació de l'etapa |                         |                                 |            |
| Corredor | Corredor                | Equip                           | Temps      |
| 1r | Tadej Pogačar           | UAE Team Emirates               | 3h 27' 09" |
| 2n | Rafał Majka             | UAE Team Emirates               | + 11"      |
| 3r | Nicola Conci            | Alpecin-Fenix Development Team  | + 14"      |
| 4t | Luka Mezgec             | BikeExchange-Jayco              | + 36"      |
| 5è | Vincenzo Albanese       | Eolo-Kometa                     | + 36"      |
| 6è | Matej Mohorič           | Bahrain Victorious              | + 36"      |
| 7è | Davide Gabburo          | Bardiani CSF Faizanè            | + 37"      |
| 8è | Fernando Barceló Aragón | Caja Rural-Seguros RGA          | + 37"      |
| 9è | Luca Chirico            | Drone Hopper-Androni Giocattoli | + 41"      |
| 10è | Joel Nicolau Beltran    | Caja Rural-Seguros RGA          | + 43"      |

| \| Classificació general \| Classificació general \| Classificació general \| Classificació general \| Classificació general \| \| Corredor \| Corredor \| Equip \| Temps \| \| \| --------------------- \| --------------------- \| ------------------------------ \| --------------------- \| --------------------- \| \| 1r \| Tadej Pogačar \| UAE Team Emirates \| 11h 41' 58" \| \| \| 2n \| Rafał Majka \| UAE Team Emirates \| + 7" \| \| \| 3r \| Domen Novak \| Bahrain Victorious \| + 55" \| \| \| 4t \| Nicola Conci \| Alpecin-Fenix Development Team \| + 1' 10" \| \| \| 5è \| Vincenzo Albanese \| Eolo-Kometa \| + 1' 36" \| \| \| 6è \| Luka Mezgec \| BikeExchange-Jayco \| + 1' 36" \| \| \| 7è \| Matej Mohorič \| Bahrain Victorious \| + 1' 36" \| \| \| 8è \| Davide Gabburo \| Bardiani CSF Faizanè \| + 1' 37" \| \| \| 9è \| Joel Nicolau Beltran \| Caja Rural-Seguros RGA \| + 1' 43" \| \| \| 10è \| Vojtěch Řepa \| Equipo Kern Pharma \| + 1' 43" \| \| |                      |                                |             |
| |                      |                                |             |
| Font: ProCyclingStats |                      |                                |             |
| Classificació general |                      |                                |             |
| Corredor | Corredor             | Equip                          | Temps       |
| 1r | Tadej Pogačar        | UAE Team Emirates              | 11h 41' 58" |
| 2n | Rafał Majka          | UAE Team Emirates              | + 7"        |
| 3r | Domen Novak          | Bahrain Victorious             | + 55"       |
| 4t | Nicola Conci         | Alpecin-Fenix Development Team | + 1' 10"    |
| 5è | Vincenzo Albanese    | Eolo-Kometa                    | + 1' 36"    |
| 6è | Luka Mezgec          | BikeExchange-Jayco             | + 1' 36"    |
| 7è | Matej Mohorič        | Bahrain Victorious             | + 1' 36"    |
| 8è | Davide Gabburo       | Bardiani CSF Faizanè           | + 1' 37"    |
| 9è | Joel Nicolau Beltran | Caja Rural-Seguros RGA         | + 1' 43"    |
| 10è | Vojtěch Řepa         | Equipo Kern Pharma             | + 1' 43"    |

### 4a etapa
| \| Classificació de l'etapa \| Classificació de l'etapa \| Classificació de l'etapa \| Classificació de l'etapa \| Classificació de l'etapa \| \| Corredor \| Corredor \| Equip \| Temps \| \| \| ------------------------ \| ------------------------ \| ------------------------------------ \| ------------------------ \| ------------------------ \| \| 1r \| Rafał Majka \| UAE Team Emirates \| 3h 53' 52" \| \| \| 2n \| Tadej Pogačar \| UAE Team Emirates \| + 0" \| \| \| 3r \| Fernando Barceló Aragón \| Caja Rural-Seguros RGA \| + 22" \| \| \| 4t \| Alex Tolio \| Bardiani CSF Faizanè \| + 24" \| \| \| 5è \| Vincenzo Albanese \| Eolo-Kometa \| + 24" \| \| \| 6è \| Vojtěch Řepa \| Equipo Kern Pharma \| + 28" \| \| \| 7è \| Sean Bennett \| China Glory Continental Cycling Team \| + 33" \| \| \| 8è \| Edward Ravasi \| Eolo-Kometa \| + 43" \| \| \| 9è \| Robert Stannard \| Alpecin-Fenix \| + 52" \| \| \| 10è \| Jon Agirre Egaña \| Equipo Kern Pharma \| + 55" \| \| |                         |                                      |            |
| |                         |                                      |            |
| Font: ProCyclingStats |                         |                                      |            |
| Classificació de l'etapa |                         |                                      |            |
| Corredor | Corredor                | Equip                                | Temps      |
| 1r | Rafał Majka             | UAE Team Emirates                    | 3h 53' 52" |
| 2n | Tadej Pogačar           | UAE Team Emirates                    | + 0"       |
| 3r | Fernando Barceló Aragón | Caja Rural-Seguros RGA               | + 22"      |
| 4t | Alex Tolio              | Bardiani CSF Faizanè                 | + 24"      |
| 5è | Vincenzo Albanese       | Eolo-Kometa                          | + 24"      |
| 6è | Vojtěch Řepa            | Equipo Kern Pharma                   | + 28"      |
| 7è | Sean Bennett            | China Glory Continental Cycling Team | + 33"      |
| 8è | Edward Ravasi           | Eolo-Kometa                          | + 43"      |
| 9è | Robert Stannard         | Alpecin-Fenix                        | + 52"      |
| 10è | Jon Agirre Egaña        | Equipo Kern Pharma                   | + 55"      |

| \| Classificació general \| Classificació general \| Classificació general \| Classificació general \| Classificació general \| \| Corredor \| Corredor \| Equip \| Temps \| \| \| --------------------- \| ----------------------- \| ------------------------------ \| --------------------- \| --------------------- \| \| 1r \| Tadej Pogačar \| UAE Team Emirates \| 15h 35' 44" \| \| \| 2n \| Rafał Majka \| UAE Team Emirates \| + 3" \| \| \| 3r \| Domen Novak \| Bahrain Victorious \| + 1' 56" \| \| \| 4t \| Vincenzo Albanese \| Eolo-Kometa \| + 2' 06" \| \| \| 5è \| Vojtěch Řepa \| Equipo Kern Pharma \| + 2' 17" \| \| \| 6è \| Nicola Conci \| Alpecin-Fenix Development Team \| + 2' 41" \| \| \| 7è \| Paul Double \| MG.K Vis Colors For Peace VPM \| + 2' 56" \| \| \| 8è \| Joel Nicolau Beltran \| Caja Rural-Seguros RGA \| + 3' 04" \| \| \| 9è \| Fernando Barceló Aragón \| Caja Rural-Seguros RGA \| + 3' 16" \| \| \| 10è \| Davide Gabburo \| Bardiani CSF Faizanè \| + 3' 47" \| \| |                         |                                |             |
| |                         |                                |             |
| Font: ProCyclingStats |                         |                                |             |
| Classificació general |                         |                                |             |
| Corredor | Corredor                | Equip                          | Temps       |
| 1r | Tadej Pogačar           | UAE Team Emirates              | 15h 35' 44" |
| 2n | Rafał Majka             | UAE Team Emirates              | + 3"        |
| 3r | Domen Novak             | Bahrain Victorious             | + 1' 56"    |
| 4t | Vincenzo Albanese       | Eolo-Kometa                    | + 2' 06"    |
| 5è | Vojtěch Řepa            | Equipo Kern Pharma             | + 2' 17"    |
| 6è | Nicola Conci            | Alpecin-Fenix Development Team | + 2' 41"    |
| 7è | Paul Double             | MG.K Vis Colors For Peace VPM  | + 2' 56"    |
| 8è | Joel Nicolau Beltran    | Caja Rural-Seguros RGA         | + 3' 04"    |
| 9è | Fernando Barceló Aragón | Caja Rural-Seguros RGA         | + 3' 16"    |
| 10è | Davide Gabburo          | Bardiani CSF Faizanè           | + 3' 47"    |

### 5a etapa
| \| Classificació de l'etapa \| Classificació de l'etapa \| Classificació de l'etapa \| Classificació de l'etapa \| Classificació de l'etapa \| \| Corredor \| Corredor \| Equip \| Temps \| \| \| ------------------------ \| ------------------------ \| ------------------------------ \| ------------------------ \| ------------------------ \| \| 1r \| Tadej Pogačar \| UAE Team Emirates \| 3h 42' 35" \| \| \| 2n \| Matej Mohorič \| Bahrain Victorious \| + 0" \| \| \| 3r \| Rafał Majka \| UAE Team Emirates \| + 3" \| \| \| 4t \| Luka Mezgec \| BikeExchange-Jayco \| + 26" \| \| \| 5è \| Fabio Felline \| Astana Qazaqstan Team \| + 26" \| \| \| 6è \| Nicola Conci \| Alpecin-Fenix Development Team \| + 26" \| \| \| 7è \| Filippo Fiorelli \| Bardiani CSF Faizanè \| + 26" \| \| \| 8è \| Vincenzo Albanese \| Eolo-Kometa \| + 26" \| \| \| 9è \| Antonio Jesús Soto \| Euskaltel-Euskadi \| + 26" \| \| \| 10è \| Fernando Barceló Aragón \| Caja Rural-Seguros RGA \| + 26" \| \| |                         |                                |            |
| |                         |                                |            |
| Font: ProCyclingStats |                         |                                |            |
| Classificació de l'etapa |                         |                                |            |
| Corredor | Corredor                | Equip                          | Temps      |
| 1r | Tadej Pogačar           | UAE Team Emirates              | 3h 42' 35" |
| 2n | Matej Mohorič           | Bahrain Victorious             | + 0"       |
| 3r | Rafał Majka             | UAE Team Emirates              | + 3"       |
| 4t | Luka Mezgec             | BikeExchange-Jayco             | + 26"      |
| 5è | Fabio Felline           | Astana Qazaqstan Team          | + 26"      |
| 6è | Nicola Conci            | Alpecin-Fenix Development Team | + 26"      |
| 7è | Filippo Fiorelli        | Bardiani CSF Faizanè           | + 26"      |
| 8è | Vincenzo Albanese       | Eolo-Kometa                    | + 26"      |
| 9è | Antonio Jesús Soto      | Euskaltel-Euskadi              | + 26"      |
| 10è | Fernando Barceló Aragón | Caja Rural-Seguros RGA         | + 26"      |

## Classificació final
| \| Classificació general \| Classificació general \| Classificació general \| Classificació general \| Classificació general \| \| Corredor \| Corredor \| Equip \| Temps \| \| \| --------------------- \| ----------------------- \| ------------------------------ \| --------------------- \| --------------------- \| \| 1r \| Tadej Pogačar \| UAE Team Emirates \| 19h 18' 09" \| \| \| 2n \| Rafał Majka \| UAE Team Emirates \| + 12" \| \| \| 3r \| Domen Novak \| Bahrain Victorious \| + 2' 32" \| \| \| 4t \| Vincenzo Albanese \| Eolo-Kometa \| + 2' 42" \| \| \| 5è \| Vojtěch Řepa \| Equipo Kern Pharma \| + 3' 10" \| \| \| 6è \| Nicola Conci \| Alpecin-Fenix Development Team \| + 3' 17" \| \| \| 7è \| Paul Double \| MG.K Vis Colors For Peace VPM \| + 3' 32" \| \| \| 8è \| Joel Nicolau Beltran \| Caja Rural-Seguros RGA \| + 3' 40" \| \| \| 9è \| Fernando Barceló Aragón \| Caja Rural-Seguros RGA \| + 3' 52" \| \| \| 10è \| Davide Gabburo \| Bardiani CSF Faizanè \| + 4' 23" \| \| |                         |                                |             |
| |                         |                                |             |
| Font: ProCyclingStats |                         |                                |             |
| Classificació general |                         |                                |             |
| Corredor | Corredor                | Equip                          | Temps       |
| 1r | Tadej Pogačar           | UAE Team Emirates              | 19h 18' 09" |
| 2n | Rafał Majka             | UAE Team Emirates              | + 12"       |
| 3r | Domen Novak             | Bahrain Victorious             | + 2' 32"    |
| 4t | Vincenzo Albanese       | Eolo-Kometa                    | + 2' 42"    |
| 5è | Vojtěch Řepa            | Equipo Kern Pharma             | + 3' 10"    |
| 6è | Nicola Conci            | Alpecin-Fenix Development Team | + 3' 17"    |
| 7è | Paul Double             | MG.K Vis Colors For Peace VPM  | + 3' 32"    |
| 8è | Joel Nicolau Beltran    | Caja Rural-Seguros RGA         | + 3' 40"    |
| 9è | Fernando Barceló Aragón | Caja Rural-Seguros RGA         | + 3' 52"    |
| 10è | Davide Gabburo          | Bardiani CSF Faizanè           | + 4' 23"    |

## Classificacions secundàries

### Classificació de la muntanya
| Classificació de la muntanya | Classificació de la muntanya | Classificació de la muntanya         | Classificació de la muntanya | Classificació de la muntanya |
| Corredor                     | Corredor                     | Equip                                | Punts                        |                              |
| ---------------------------- | ---------------------------- | ------------------------------------ | ---------------------------- | ---------------------------- |
| 1r                           | Rafał Majka                  | UAE Team Emirates                    | 30 pts                       |                              |
| 2n                           | Tadej Pogačar                | UAE Team Emirates                    | 23 pts                       |                              |
| 3r                           | Viktor Potočki               | Ljubljana Gusto Santic               | 12 pts                       |                              |
| 4t                           | Samuele Zoccarato            | Bardiani CSF Faizanè                 | 10 pts                       |                              |
| 5è                           | Domen Novak                  | Bahrain Victorious                   | 9 pts                        |                              |
| 6è                           | Fernando Barceló Aragón      | Caja Rural-Seguros RGA               | 6 pts                        |                              |
| 7è                           | Alex Tolio                   | Bardiani CSF Faizanè                 | 4 pts                        |                              |
| 8è                           | Matej Mohorič                | Bahrain Victorious                   | 4 pts                        |                              |
| 9è                           | Tomasz Budziński             | HRE Mazowsze Serce Polski            | 4 pts                        |                              |
| 10è                          | Lucas De Rossi               | China Glory Continental Cycling Team | 4 pts                        |                              |

### Classificació per punts
| Classificació per punts | Classificació per punts | Classificació per punts        | Classificació per punts | Classificació per punts |
| Corredor                | Corredor                | Equip                          | Punts                   |                         |
| ----------------------- | ----------------------- | ------------------------------ | ----------------------- | ----------------------- |
| 1r                      | Tadej Pogačar           | UAE Team Emirates              | 86 pts                  |                         |
| 2n                      | Rafał Majka             | UAE Team Emirates              | 86 pts                  |                         |
| 3r                      | Vincenzo Albanese       | Eolo-Kometa                    | 55 pts                  |                         |
| 4t                      | Luka Mezgec             | BikeExchange-Jayco             | 40 pts                  |                         |
| 5è                      | Matej Mohorič           | Bahrain Victorious             | 39 pts                  |                         |
| 6è                      | Fernando Barceló Aragón | Caja Rural-Seguros RGA         | 38 pts                  |                         |
| 7è                      | Nicola Conci            | Alpecin-Fenix Development Team | 36 pts                  |                         |
| 8è                      | Domen Novak             | Bahrain Victorious             | 32 pts                  |                         |
| 9è                      | Fabio Felline           | Astana Qazaqstan Team          | 28 pts                  |                         |
| 10è                     | Dylan Groenewegen       | BikeExchange-Jayco             | 25 pts                  |                         |

### Classificació dels joves
| Classificació del millor jove | Classificació del millor jove | Classificació del millor jove   | Classificació del millor jove | Classificació del millor jove |
| Corredor                      | Corredor                      | Equip                           | Temps                         |                               |
| ----------------------------- | ----------------------------- | ------------------------------- | ----------------------------- | ----------------------------- |
| 1r                            | Vojtěch Řepa                  | Equipo Kern Pharma              | 19h 26' 16"                   |                               |
| 2n                            | Alex Tolio                    | Bardiani CSF Faizanè            | + 2' 28"                      |                               |
| 3r                            | Santiago Umba                 | Drone Hopper-Androni Giocattoli | + 20' 05"                     |                               |
| 4t                            | Gal Glivar                    | Adria Mobil                     | + 25' 01"                     |                               |
| 5è                            | Dylan Hopkins                 | Ljubljana Gusto Santic          | + 26' 42"                     |                               |
| 6è                            | Carlos Canal Blanco           | Euskaltel-Euskadi               | + 26' 55"                     |                               |
| 7è                            | Matevž Govekar                | Bahrain Victorious              | + 27' 52"                     |                               |
| 8è                            | Alessandro Fancellu           | Eolo-Kometa                     | + 40' 42"                     |                               |
| 9è                            | Francesco Carollo             | MG.K Vis Colors For Peace VPM   | + 41' 01"                     |                               |
| 10è                           | Alexandre Balmer              | BikeExchange-Jayco              | + 41' 38"                     |                               |

## Evolució de les classificacions
| Etapa | Vencedor          | Classificació general | Classificació per punts | Classificació de la muntanya | Classificació dels joves | Classificació per equips |
| ----- | ----------------- | --------------------- | ----------------------- | ---------------------------- | ------------------------ | ------------------------ |
| 1     | Rafał Majka       | Rafał Majka           | Rafał Majka             | Rafał Majka                  | Alex Tolio               | Bahrain Victorious       |
| 2     | Dylan Groenewegen | Rafał Majka           | Rafał Majka             | Rafał Majka                  | Vojtěch Řepa             | Bahrain Victorious       |
| 3     | Tadej Pogačar     | Tadej Pogačar         | Rafał Majka             | Rafał Majka                  | Vojtěch Řepa             | Caja Rural‑Seguros RGA   |
| 4     | Rafał Majka       | Tadej Pogačar         | Rafał Majka             | Rafał Majka                  | Vojtěch Řepa             | Caja Rural‑Seguros RGA   |
| 5     | Tadej Pogačar     | Tadej Pogačar         | Tadej Pogačar           | Rafał Majka                  | Vojtěch Řepa             | Caja Rural‑Seguros RGA   |
| Final | Final             | Tadej Pogačar         | Tadej Pogačar           | Rafał Majka                  | Vojtěch Řepa             | Caja Rural‑Seguros RGA   |